# Klasse (verzamelingenleer)
In de verzamelingenleer en de toepassingen daarvan in de wiskunde is een klasse een collectie van verzamelingen (van soms andere wiskundige objecten) die eenduidig gedefinieerd kan worden door een eigenschap die alle leden van de collectie delen. De precieze definitie van "klasse" hangt af van de context. In werk over de Zermelo-Fraenkel-verzamelingenleer is het begrip klasse informeel, terwijl in ander theorieën, zoals de Von Neumann-Bernays-Gödel-verzamelingenleer, het begrip "klasse" door axioma's wordt onderbouwd.  
Elke verzameling kan als klasse opgevat worden, om het even in welke context. Een klasse die geen verzameling is, wordt (informeel) een echte klasse (Engels: proper class) genoemd. De klasse van alle ordinaalgetallen en de klasse van alle verzamelingen zijn bijvoorbeeld in veel formele systemen echte klassen. 
Verschillende belangrijke concepten in de wiskunde worden beschreven in termen van klassen. Voorbeelden zijn grote categorieën en de klasse van de surreële getallen.
In de Zermelo-Fraenkel-verzamelingenleer (ZF) bestaan klassen alleen in de metataal, als equivalentieklassen van logische formules. De axioma's van ZF zijn niet van toepassing op klassen. Als wij echter een ontoegankelijke kardinaal κ aannemen, vormen de verzamelingen van kleinere rang een model van ZF (een Grothendieck-universum). Haar deelverzamelingen kunnen worden gezien als "klassen". 
De Von Neumann-Bernays-Gödel axioma's staan een andere benadering voor; in deze theorie zijn de basisobjecten de klassen en wordt een verzameling gedefinieerd als een klasse die een element is van een andere klasse. In andere, minder gangbare verzamelingentheorieën, zoals de New Foundations of de theorie van de halfverzamelingen, is het concept van een "echte klasse" nog steeds zinvol (niet alle klassen zijn verzamelingen), maar is het criterium van "verzamelingheid" niet gesloten onder deelverzamelingen. Een verzamelingenleer met een universele verzameling heeft bijvoorbeeld "echte klassen", die deelklassen van verzamelingen zijn.
De noodzaak om het begrip klasse in te voeren komt voort uit de wens om een logische tegenspraak te vermijden (zie de paradox van Russell). Zoals hierboven gesteld is een klasse een collectie van verzamelingen. Als het begrip verzameling toegepast zou worden in plaats van het nieuwe begrip klasse, zou bijvoorbeeld de verzameling van alle verzamelingen zichzelf kunnen bevatten, wat tot logische tegenspraken kan leiden. Om dat te vermijden is het begrip 'klasse' in de verzamelingenleer ingevoerd.